# Wild Cards - L'origine
Wild Cards - L'origine è un'antologia del 1987 di racconti di fantascienza ambientata in un universo condiviso da più autori a cura dell'autore americano George R. R. Martin. L'antologia conta 14 racconti scritti da diversi autori e alcuni intermezzi scritti da George R. R. Martin.
È stata pubblicata in Italia per la prima volta nel 2010 per l'editore Rizzoli, successivamente ripubblicata da Mondadori nel 2013 con l'intenzione di pubblicare i volumi tre alla volta.

## Trama
Nell'immediato dopo guerra, la città di New subisce un pesante attacco batteriologico da parte di una popolazione aliena proveniente dal pianeta Takis, che vuole testare sui terrestri l'effetto di un virus chiamato Wild Cards.
Il dottor Tachyon, un takisiano giunto sulla Terra per prevenire la diffusione del virus, per spiegare la natura del virus fa un paragone con una pescata casuale da un mazzo di carte. Il 90% della popolazione muore (si dice abbia pescato la "Regina Nera"), del restante 10% la maggior parte subisce deformazioni fisiche (si dice che abbia pescato il "Jolly") e viene messa ai margini della società, mentre una minoranza acquisisce poteri sovraumani (si dice che abbia pescato l'"Asso"). Ovviamente ci sono anche persone che non vengono contagiate, i cosiddetti "nat".
Ogni racconto di questa antologia è dedicato a un Asso, al suo modo di rapportarsi col suo nuovo potere e con le persone che gli stanno attorno.

## Personaggi
Dott. TachyonÈ il personaggio che ricorre nella maggior parte dei racconti. Proviene dal pianeta Takis, responsabile della diffusione del virus, con l'intenzione di bloccarne la diffusione, fallendo. Decide di aprire un ospedale in cui ospitare gli infetti e cercare una cura.

## Edizioni
- George R.R. Martin (a cura di). Wild Cards - L'origine (Wild Cards, Bantam Books, 1987), Rizzoli, 2010.